# Scott Usher
Scott Usher (Fullerton, 27 de abril de 1983) es un deportista estadounidense que compitió en natación.
Ganó una medalla de plata en el Campeonato Mundial de Natación en Piscina Corta de 2006, en la prueba de 4 × 100 m estilos. Participó en los Juegos Olímpicos de Atenas 2004, ocupando el séptimo lugar en la prueba de 200 m braza.

## Palmarés internacional
| Campeonato Mundial en Piscina Corta | Campeonato Mundial en Piscina Corta | Campeonato Mundial en Piscina Corta | Campeonato Mundial en Piscina Corta |
| Año                                 | Lugar                               | Medalla                             | Prueba                              |
| ----------------------------------- | ----------------------------------- | ----------------------------------- | ----------------------------------- |
| 2006                                | Shanghái (China)                    | Medalla de plata                    | 4 × 100 m estilos                   |